# 二等辺三角形
二等辺三角形（にとうへんさんかくけい、英: isosceles triangle）とは、3本の辺のうち（少なくとも）2本の辺の長さが等しい三角形のことである。

## 各名称

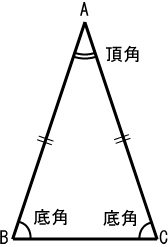
二等辺三角形

長さの等しい 2辺を等辺といい、残りの 1辺を底辺と呼ぶ。2本の等辺で作られる頂点を二等辺三角形の頂点という。頂点における内角を、二等辺三角形の頂角といい、他の 2つの内角（底辺の両端の内角）を底角と呼ぶ。二等辺三角形の2つの底角は等しい。
逆に、2つの内角が等しい三角形は二等辺三角形になる。
二等辺三角形の頂点における外角を頂外角と言う。頂外角の大きさは、底角の 2倍に等しい。
二等辺三角形の頂外角の二等分線は底辺と平行である。逆に、ある外角の二等分線が対辺と平行になる三角形は二等辺三角形である。
二等辺三角形の頂角は180°未満の全ての大きさを取りうるが、底角は必ず鋭角（90°未満）になる。これは、内角の和は180°であることから導かれる。

## 性質

### 二等辺三角形単体のもの
二等辺三角形は線対称な図形であり、その対称軸は、二等辺三角形の中線、頂角の二等分線、底辺の垂直二等分線、頂角から底辺に下ろした垂線になっている。対称な三角形は二等辺三角形に限られる。
逆に、ある内角とその対辺に関して中線、内角の二等分線、辺の垂直二等分線、頂角から底辺に下ろした垂線の4つのうち2つが一致する三角形は二等辺三角形に限られる。この4C2 = 6命題のうち特に、中線と内角の二等分線が一致すれば二等辺三角形になることの証明が易しくはないが、中線を 2倍することで証明される。
二等辺三角形は対称軸で分割すると、合同な直角三角形 2個になる。逆に、合同な直角三角形 2個を、長さが等しい隣辺だけで重ねると二等辺三角形になる。したがって、二等辺三角形について考察することは、合同な直角三角形2個を考察することと同義となる。
二等辺三角形の形は、頂角と底角のどちらかだけで決まる。したがって、頂角（底角）が等しい二等辺三角形同士は相似である。

### 二等辺三角形が現れるもの
- 直角三角形を、直角に関する中線で分割すると、2つの二等辺三角形が出来る。
- 正n角形の重心から各頂点に線分を引くと n個の二等辺三角形が出来る。
- 扇形の中心角を限りなく小さくすると二等辺三角形に近づく。
- 正多角錐とは、底面が正多角形である直錐体（頂点から底面に下ろした垂足が底面の重心）のことである。それの側面は、合同な二等辺三角形からなる。

### 二等辺三角形から作られるもの
底辺の長さが等しい2つの二等辺三角形を、底辺だけ重ねると、凧形が出来る。特に、2つの二等辺三角形が合同である場合、菱形ができる。
逆に、凧形をその対称軸でない方の対角線で分割すると 2つの二等辺三角形になる。特に、正方形を 1本の対角線で分割すると、2つの合同な直角二等辺三角形が出来る。
- 二等辺三角形を対称軸を軸として半回転させると円錐ができる。したがって逆に、円錐を投影すると、立面図は二等辺三角形となる。

## 特別な二等辺三角形
二等辺三角形のうち、3本の辺の長さが全て等しい三角形を正三角形という。正三角形の内角は全て等しく 60°である。逆に、ある内角が60°である二等辺三角形は正三角形になる。すべての正三角形は、互いに相似である。
頂角が直角である二等辺三角形は直角二等辺三角形と呼ばれる。直角二等辺三角形の底角（鋭角）は 45°である。すべての直角二等辺三角形は、互いに相似である。